# 布加勒斯特
布加勒斯特（羅馬尼亞語發音：[bukuˈreʃtʲ] ⓘ）是罗马尼亚的首都，也是罗马尼亚最大的城市、政治、经济、文化中心。位于罗马尼亚东南部，瓦拉几亚平原中部，多瑙河支流登博维察河畔。有「小巴黎」之稱。面积228平方公里，人口近200万。若以人口計算，布加勒斯特是歐盟第六大都市。

## 名稱
城市名布加勒斯特是德語Bukarest而後英語Bucharest的音譯，在羅馬尼亞語中則被稱爲布庫雷什蒂（București）。

## 历史
布加勒斯特已有500多年的历史。1459年，布加勒斯特成为罗馬尼亞要塞，1574年发展成为城市，1659年起成为瓦拉几亚公国首都。1862年成为统一的罗马尼亚国家首都。1877年5月9日罗馬尼亞在此宣布独立。1947年为罗马尼亚人民共和国首都。1960年，社会主义国家共产党和工人党召开布加勒斯特会议。1977年发生地震。1989年爆发革命，成为新罗马尼亚的首都。此后，经济不断发展，成为羅馬尼亞具有代表性的城市。该市行政划分为六个区，设市长一名，各区区长一名，均由市民选举产生。布加勒斯特有兩支著名的足球強隊——布加勒斯特迪納摩和布加勒斯特星隊。位於布加勒斯特的羅馬尼亞人民宮號稱是世界第二大建築物。

## 行政区域
布加勒斯特划分为6个行政分区（sectoare），分区基本上从市中心点径向分割，分区编号按顺时针方向从1到6。每个行政分区再下分为多个市区（cartiere），但市区并非正式的行政区划单位。
- 第1分区 （Sectoare 1） 有 Băneasa、Pipera、Floreasca
- 第2分区 （Sectoare 2） 有 Pantelimon、Colentina、Obor
- 第3分区 （Sectoare 3）有 Vitan、Titan、Centru Civic
- 第4分区 （Sectoare 4）有  Berceni、Olteniței
- 第5分区 （Sectoare 5） 有 Rahova、Ferentari、Cotroceni
- 第6分区 （Sectoare 6） 有 Giulești、Drumul Taberei、Militari、Crângași

## 人口
據2002年人口普查，布加勒斯特有人口1,926,334人，佔羅馬尼亞國內人口數的8.9%。有許多在布加勒斯特工作的人居住在布加勒斯特附近城市（主要是在伊爾福夫縣），不過他們並不計算在人口內。
布加勒斯特的人口經歷過兩個快速增長時期。第一次是在19世紀晚期到第二次世界大戰。第二次是在齊奧塞斯庫時期（1965–1989），隨著城市化的進展，許多農村人口搬遷到城市。此外，由於齊奧塞斯庫禁止墮胎和避孕，自然增長率也很高。
布加勒斯特的人口中，有96.9%是羅馬尼亞人。第二大民族是羅姆人，佔總人口的1.4%。其他民族有匈牙利人（0.3%）、猶太人（0.1%）、土耳其人（0.1%）、中國人（0.1%）和德國人（0.1%）。
在宗教信仰上，96.1%的布加勒斯特人信仰羅馬尼亞正教會；1.2%信仰羅馬天主教；0.5%是穆斯林；0.4%信仰羅馬尼亞東儀天主教。不過只有18%的人口每個禮拜至少參加一次宗教活動。在2003–2005年，布加勒斯特人的平均預期壽命為74.14歲，比羅馬尼亞全國平均水準要高2歲。女性平均壽命為77.41歲，男性平均壽命為70.57歲。

## 經濟
布加勒斯特是羅馬尼亞的經濟和工業中心。2010年，其國內生產總值佔羅馬尼亞全國的22.7%，工業生產佔全國的四分之一，而其人口卻只佔全國的9%。羅馬尼亞約有三分之一的稅收來自於布加勒斯特市民和企業。2007年，按購買力平價計算，布加勒斯特人均國內生產總值為20,057歐元，相當於歐盟平均水準的92.2%，是羅馬尼亞平均水準的兩倍以上。在相對停滯的1990年代之後，布加勒斯特經濟強勁增長，基礎設施快速發展，並且興建了很多購物中心、住宅和高層辦公樓。2005年9月，布加勒斯特的失業率是2.6%，明顯低於羅馬尼亞平均失業率5.7%。
布加勒斯特經濟的支柱是工業和服務業。在過去十年，服務業快速增長。羅馬尼亞幾乎所有的大企業都將總部設在布加勒斯特。

## 交通

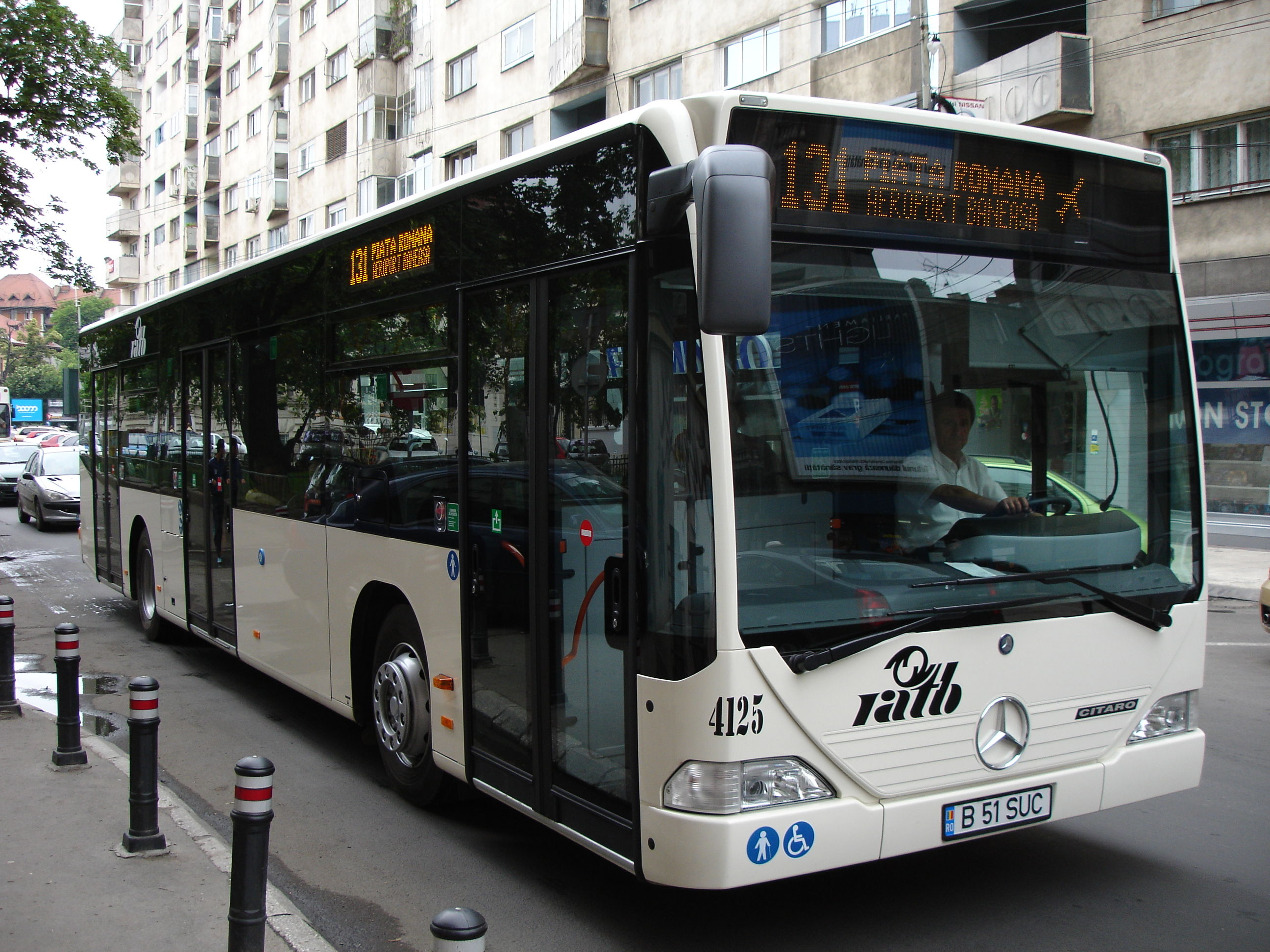
布加勒斯特公交

### 公共交通
布加勒斯特的公共交通系統是羅馬尼亞最大的，也是歐洲最大公共交通系統之一。它是由布加勒斯特地鐵和一個被稱為RATB（Regia Autonomă de Transport București）的系統組成。RATB包括了公共汽車、無軌電車、有軌電車和輕軌。此外布加勒斯特還有一個私營的小巴系統。截止到2001年，布加勒斯特將其出租車數量限制在10,000輛以內，出租車數量也從1990年代的25,000輛減少。

### 鐵路

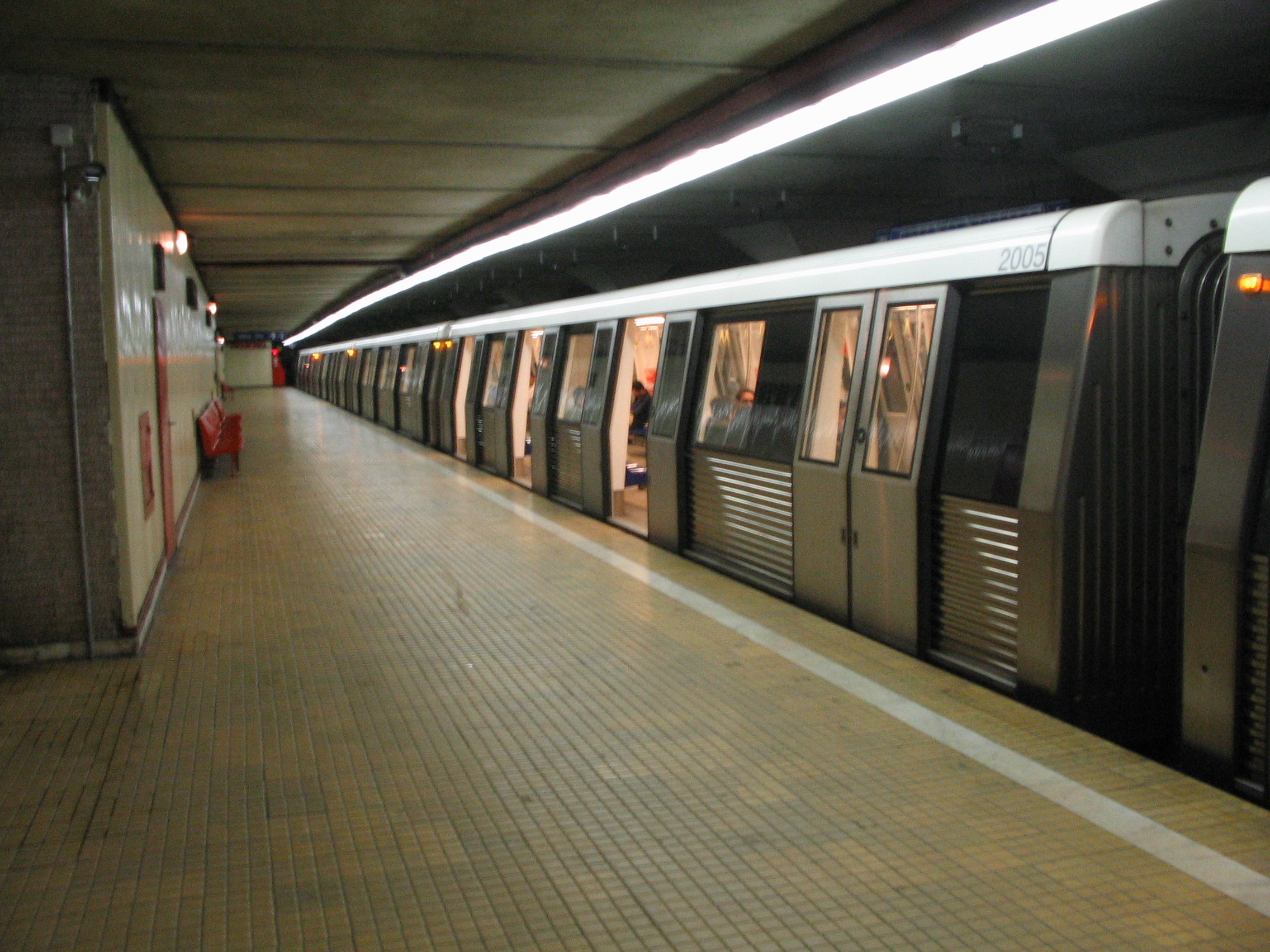
布加勒斯特地鐵

布加勒斯特地鐵線路圖

布加勒斯特是羅馬尼亞國家鐵路網的樞紐。市區最大的火車站是布加勒斯特北站，也稱北站，該站有開往羅馬尼亞各主要都市和其他國家都市的列車：
- 塞爾維亞：貝爾格萊德
- 匈牙利：布達佩斯
- 保加利亚：索非亞 、瓦爾納
- 摩尔多瓦：基希訥烏
- 乌克兰：基輔、切爾諾夫策 、利沃夫
- 希腊：塞薩洛尼基
- 奥地利：維也納
- 土耳其：伊斯坦布爾
- 俄羅斯：莫斯科

布加勒斯特全市共有4條地鐵，總長69.25公里，設有51個車站。平均站間長度是1.5公里。

### 航空
布加勒斯特拥有两个国际机场：

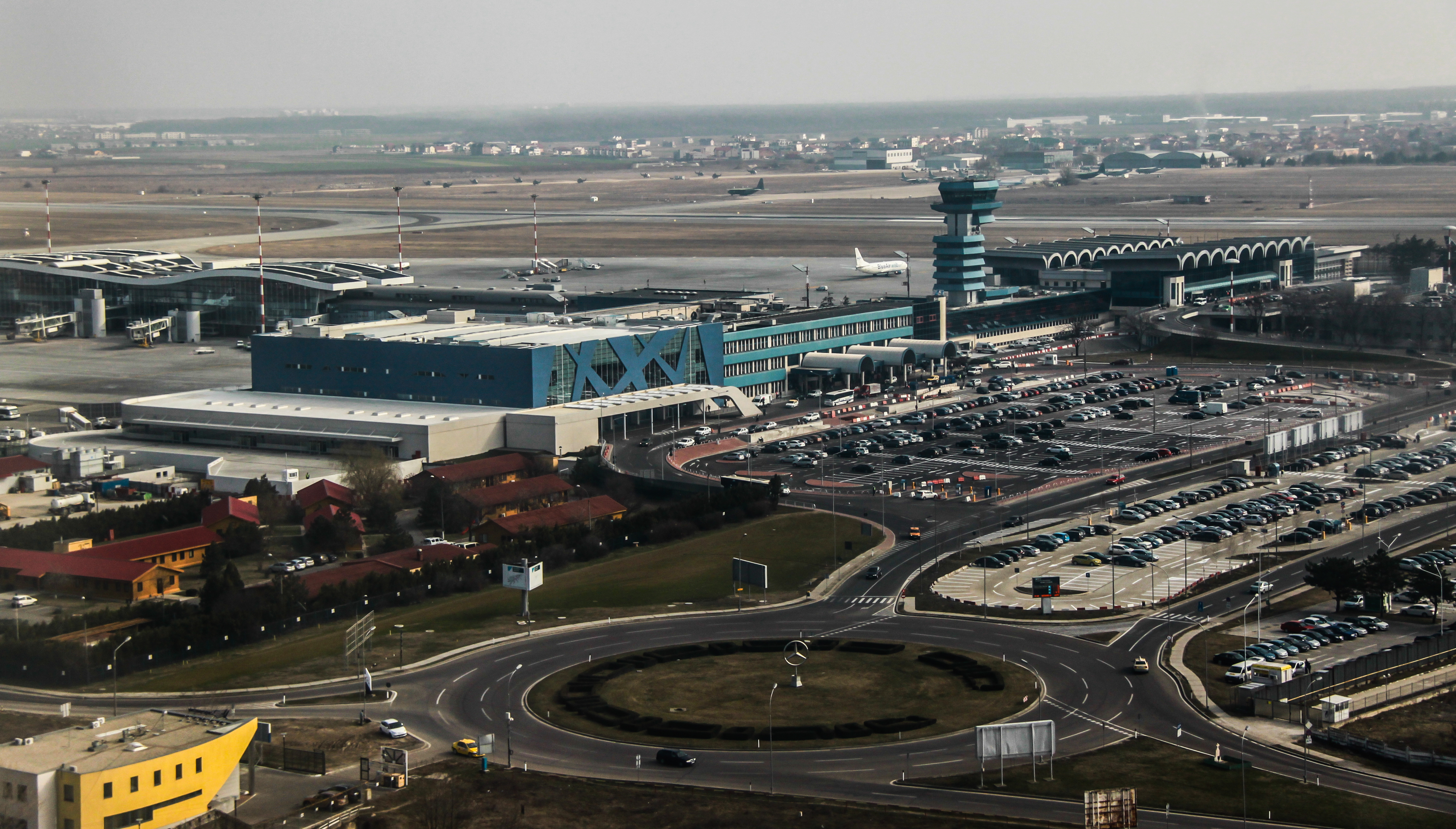
奥托佩尼机场

- 布加勒斯特奥托佩尼－亨利·科安德国际机场 （IATA: OTP, ICAO: LROP）
- 布加勒斯特伯尼亚萨－奥雷尔·弗拉伊库国际机场 （IATA: BBU, ICAO: LRBS）

## 友好城市
布加勒斯特共有16个友好城市。其中的一些如下：
- 希腊雅典
- 美国阿森斯
- 美国亚特兰大
- 南非比勒陀利亚
- 土耳其安卡拉
- 约旦安曼
- 摩尔多瓦基希讷乌
- 中国北京